# Campeonato Carioca de Futebol de 2002 - Terceira Divisão
O Campeonato Carioca da Terceira Divisão de 2002 foi uma edição da terceira divisão do campeonato estadual de futebol profissional do Rio de Janeiro. A competição foi organizada pela Federação de Futebol do Estado do Rio de Janeiro (FERJ).
Ao final do campeonato, sagrou-se campeão o Casimiro de Abreu e vice o Artsul.

## Participantes
- Unidos do IV Centenário Futebol Clube, do Rio de Janeiro
- Artsul Futebol Clube, de Nova Iguaçu
- Casimiro de Abreu, de Casimiro de Abreu
- Clube da Paz LTDA, do Rio de Janeiro
- Esporte Clube Costeira, de São Gonçalo
- Heliópolis Atlético Clube, de Belford Roxo
- Esporte Clube Lucas, do Rio de Janeiro
- União Central Futebol Clube, do Rio de Janeiro
- Sport Club União, do Rio de Janeiro